# Bulimulus perrus
Bulimulus perrus é uma espécie de gastrópode da família Orthalicidae.
É endémica do Equador.
Os seus habitats naturais são: florestas secas tropicais ou subtropicais.
Está ameaçada por perda de habitat.